# Liste der Naturdenkmale in Eichstegen
| Naturdenkmale | Anzahl |
| ------------- | ------ |
| FND           | 7      |
| END           | 1      |
| Gesamt        | 8      |

Die Liste der Naturdenkmale in Eichstegen nennt die verordneten Naturdenkmale (ND) der im baden-württembergischen Landkreis Ravensburg liegenden Gemeinde Eichstegen. In Eichstegen gibt es insgesamt acht als Naturdenkmal geschützte Objekte, davon sieben flächenhafte Naturdenkmale (FND) und ein Einzelgebilde-Naturdenkmal (END).
Stand: 31. Oktober 2016.

## Flächenhafte Naturdenkmale (FND)
| Name                              | Bild | Kennung     | Einzelheiten | Position | Fläche Hektar | Datum         |
| --------------------------------- | ---- | ----------- | ------------ | -------- | ------------- | ------------- |
| Birkenreihe mit 8 Birkem          | BW   | 84360275409 | Eichstegen   | ⊙        | 0,0           | 25. Sep. 1940 |
| Feuchtgebiet Meisterhaus          | BW   | 84360271018 | Eichstegen   | ⊙        | 2,8           | 1. Feb. 1990  |
| Feuchtgebiet nordwestl. Schochner | BW   | 84360270817 | Eichstegen   | ⊙        | 1,2           | 1. Feb. 1990  |
| Kiesgrube mit Gebüsch und Hecken  | BW   | 84360275419 | Eichstegen   | ⊙        | 0,0           | 25. Sep. 1940 |
| Mahlweiher und Ried               | BW   | 84360275417 | Eichstegen   | ⊙        | 3,3           | 25. Sep. 1940 |
| Torfstich III Rappenmoos          | BW   | 84360270869 | Eichstegen   | ⊙        | 0,7           | 1. Feb. 1990  |
| Torfstich s Eichstegen            | BW   | 84360275402 | Eichstegen   | ⊙        | 0,0           | 25. Sep. 1940 |
| Legende für Naturdenkmal          |      |             |              |          |               |               |

## Einzelgebilde (END)
| Name                      | Bild | Kennung     | Einzelheiten | Position | Fläche Hektar | Datum         |
| ------------------------- | ---- | ----------- | ------------ | -------- | ------------- | ------------- |
| Roßkastanien in Hirschegg | BW   | 84360275401 | Eichstegen   | ⊙        | 0,0           | 25. Sep. 1940 |
| Legende für Naturdenkmal  |      |             |              |          |               |               |